# Móra la Nova
Móra la Nova település Spanyolországban, Tarragona tartományban. Móra la Nova Garcia, Tivissa és Móra d’Ebre községekkel határos. Lakosainak száma 3314 fő (2024).

## Népesség
A település népessége az elmúlt években az alábbi módon változott:
| Lakosok száma | 125  | 1865 | 2156 | 2858 | 2967 | 3214 | 3238 | 3190 | 3087 | 3314 |
|               | 1717 | 1900 | 1940 | 1960 | 1986 | 2005 | 2010 | 2014 | 2019 | 2024 |